# Johann Morant
Johann Morant (Belfort, 7 aprile 1986) è un ex hockeista su ghiaccio francese naturalizzato svizzero.

## Statistiche
Statistiche aggiornate a luglio 2013.

### Club
| Stagione | Squadra           | Stagione regolare | Stagione regolare | Stagione regolare | Stagione regolare | Stagione regolare | Stagione regolare | Playoff | Playoff | Playoff | Playoff | Playoff |
| Stagione | Squadra           | Lega              | P                 | G                 | A                 | Pt                | PIM               | P       | G       | A       | Pt      | PIM     |
| -------- | ----------------- | ----------------- | ----------------- | ----------------- | ----------------- | ----------------- | ----------------- | ------- | ------- | ------- | ------- | ------- |
| 2002-03  | Ajoie             | NLB               | 0                 | 0                 | 0                 | 0                 | 0                 | 1       | 0       | 0       | 0       | 0       |
| 2003-04  | Ajoie             | NLB               | 3                 | 0                 | 0                 | 0                 | 0                 |         |         |         |         |         |
| 2004-05  | Ajoie             | NLB               | 17                | 1                 | 1                 | 2                 | 25                | -       | -       | -       | -       | -       |
|          |                   | Playout           | 2                 | 0                 | 0                 | 0                 | 0                 | -       | -       | -       | -       | -       |
| 2005-06  | Grenoble U22      | France U22        | 1                 | 1                 | 1                 | 2                 | 6                 | -       | -       | -       | -       | -       |
|          | Grenoble          | France            | 23                | 0                 | 2                 | 2                 | 18                | 7       | 0       | 0       | 0       | 2       |
| 2006-07  | Mont-Blanc U22    | France U22        | 12                | 3                 | 4                 | 7                 | 42                | -       | -       | -       | -       | -       |
|          | Mont-Blanc        | France            | 25                | 4                 | 8                 | 12                | 83                | 2       | 0       | 1       | 1       | 0       |
| 2007-08  | Mont-Blanc U22    | France U22        | 15                | 8                 | 14                | 22                | 40                | 2       | 0       | 1       | 1       | 4       |
|          | Mont-Blanc        | France            | 26                | 3                 | 5                 | 8                 | 122               | 6       | 0       | 1       | 1       | 18      |
| 2008-09  | La Chaux-de-Fonds | NLB               | 38                | 1                 | 10                | 11                | 32                | 7       | 0       | 0       | 0       | 39      |
| 2009-10  | La Chaux-de-Fonds | NLB               | 38                | 0                 | 5                 | 5                 | 42                | 5       | 0       | 0       | 0       | 6       |
| 2010-11  | La Chaux-de-Fonds | NLB               | 38                | 7                 | 8                 | 15                | 44                | 6       | 0       | 0       | 0       | 40      |
|          | Bern              | NLA               | 1                 | 0                 | 0                 | 0                 | 0                 | -       | -       | -       | -       | -       |
| 2011-12  | Bern              | NLA               | 18                | 0                 | 2                 | 2                 | 37                | 3       | 0       | 0       | 0       | 25      |
| 2012-13  | Lugano            | NLA               | 23                | 2                 | 3                 | 5                 | 53                | 5       | 0       | 0       | 0       | 6       |
| 2013-14  | Losanna           | NLA               | 0                 | 0                 | 0                 | 0                 | 0                 |         |         |         |         |         |

#### Nazionale
| Stagione | Livello      | Risultati     | Risultati | Risultati | Risultati | Risultati | Risultati |
| Stagione | Livello      | Competizione  | P         | G         | A         | Pt        | PIM       |
| -------- | ------------ | ------------- | --------- | --------- | --------- | --------- | --------- |
| 2003-04  | France U18   | WJC-18 D1     | 5         | 1         | 1         | 2         | 0         |
| 2004-05  | France U20   | WJC-20 D1     | 5         | 0         | 1         | 1         | 0         |
| 2005-06  | France U20   | WJC-20 D1     | 5         | 0         | 0         | 0         | 8         |
| 2011-12  | France (all) | International | 2         | 0         | 0         | 0         | 4         |
| 2012-13  | France       | OGQ           | 3         | 0         | 0         | 0         | 8         |
|          | France (all) | International | 6         | 0         | 0         | 0         | 22        |